# Claudio Chieffo
(Giorgio Gaber, tra i maggiori cantautori italiani del Novecento, nel corso di un'intervista nel 1985)
Claudio Chieffo (Forlì, 9 marzo 1945 – Forlimpopoli, 19 agosto 2007) è stato un cantautore e docente italiano.
Cantautore noto in tutto il mondo cattolico, egli si è distinto per aver composto canzoni di ispirazione cristiana, molte delle quali sono state tradotte in altre lingue e sono entrate a fare parte del repertorio liturgico in numerosi Paesi del mondo.
Nella sua vita il cantautore forlivese ha stretto amicizia con diverse figure del mondo dell'arte e dello spettacolo tra i quali i celebri cantautori Francesco Guccini e Giorgio Gaber, il pittore William Congdon e molti altri.
Chieffo, legato al movimento cattolico di Comunione e Liberazione, si è esibito anche fuori dall'Italia, prendendo parte a tournée in Polonia, Russia, Kazakistan e numerosi altre paesi.

## Biografia
(Claudio Chieffo, La strada)
Iniziò la carriera musicale nel 1960 cominciando a comporre e partecipando a manifestazioni musicali locali. A 17 anni incontrò don Francesco Ricci e quindi Gioventù Studentesca, il movimento, fondato da don Luigi Giussani, che in seguito diventerà Comunione e Liberazione. Dopo l'incontro con il movimento, scrisse le sue prime canzoni, ispirate all'esperienza che stava iniziando a vivere. Ben presto le sue canzoni diventeranno tra le più cantate all'interno di CL, durante i raduni, le feste e i momenti liturgici.
(Claudio Chieffo, riguardo al rapporto tra la sua Musica e la sua Fede)
Già dal 1963 iniziò a tenere concerti nelle parrocchie e nelle feste popolari in tutta Italia. Intanto, dopo la laurea conseguita a Bologna nel 1967, intraprese anche la professione di insegnante di materie letterarie alle scuole medie, che alternò fino alla fine con quella di musicista e compositore. Si sposò con Marta nel 1969.
Nel 1974 venne invitato a Varsavia, unico italiano su mille esecutori, alla più grande manifestazione musicale cattolica dei paesi dell'est europeo, il Sacrosong. Durante la manifestazione, allora clandestina, si esibì davanti all'allora cardinal Wojtyła e davanti al cardinal Wyszyński. Si esibì poi per Giovanni Paolo II nel 1980, con la canzone La strada, a lui dedicata. Nel frattempo ebbe 3 figli: Martino, Benedetto e Maria Celeste nati rispettivamente nel 1975, 1980 e 1983.
Nel frattempo, aveva già composto la toccante canzone Martino e l'imperatore, dedicata al figlio Martino, il cui testo, secondo Marcello Landi, costituisce quasi una "lettera al figlio".
Nel 1983 partecipò, in occasione del Meeting per l'amicizia tra i popoli, al concorso nazionale di musica leggera (prodotto e trasmesso dalla RAI) Un'isola da trovare, classificandosi al secondo posto, con la sua Canzone degli occhi e del cuore.
Chieffo fu molto amico del cantautore laico Giorgio Gaber, a volte invitato al Meeting di Rimini. Gaber sviluppò un buon rapporto con don Giussani e Chieffo e subirono influenze reciproche nella musica tanto che Chieffo fu soprannominato dai mass media "il Gaber cristiano".
Il 30 maggio 1998 si esibì di nuovo in piazza San Pietro, durante l'incontro del Papa con i movimenti, con Stella del mattino. Partecipò inoltre alla Giornata Mondiale della Gioventù il 19 agosto 2000 nello spettacolo a Tor Vergata in preparazione della veglia con il Papa.
Ammirava il teatro di Diego Fabbri, drammaturgo italiano suo concittadino. Importante per lui fu anche l'amicizia con il pittore statunitense William Congdon conosciuto nel 1963, quella con Francesco Guccini e quella con Giorgio Gaber, cui dedicò La canzone del melograno.
Fu collaboratore della rivista Il Timone. Ricevette nel 1981 il Premio Internazionale della Testimonianza dei valori umani e cristiani e nel 2005 il premio Internazionale Calice d'oro.
Dall'incontro con il musicista newyorkese David Horowitz nacque nel 2001 una collaborazione che portò alla realizzazione dell'album Come la rosa.
Nel dicembre del 2005 scoprì di avere un tumore al cervello che non gli impedì di continuare a esibirsi, anche se in maniera sporadica. Nel 2006 tenne uno dei suoi ultimi concerti a Rimini: nell'occasione furono presenti oltre 4.000 persone. Morì un anno dopo, la domenica del 19 agosto 2007, giorno di apertura della 28ª edizione del Meeting di Rimini, manifestazione alla quale era particolarmente legato e alla quale partecipò spesso avendone composto in varie occasioni la sigla ufficiale.

## Stile musicale
(Claudio Chieffo, "Martino e l'imperatore")
Ritenuto uno dei maggiori esponenti della musica di ispirazione cristiana in Italia, i brani di Chieffo sono contraddistinti da un forte senso di forma poetica.
Fu considerato un caso particolare nel mondo della canzone d'autore. Pur avendo potuto, in un certo periodo della sua carriera, imporsi commercialmente nel mondo della musica leggera, scelse di interpretare solo le sue canzoni, ispirate ai valori in cui si riconosceva. Diverse sue canzoni sono entrate nel repertorio liturgico in molti paesi del mondo.

## Discografia

### Album in studio
- 1971 - L'amore vero
- 1977 - La casa
- 1982 - Claudio Chieffo
- 1987 -  e piano
- 1992 - Voglio che tutti conoscano il mio capitano
- 1996 - Di più
- 1999 - I cieli
- 2000 - Liberazione
- 2001 - Come la rosa (con David Horowitz)
- 2005 - Neanche per sogno

### Raccolte, album postumi e live
- La domanda è questa... - (DVD Video, 2007)
- Concerto per un amico - (DVD Video, 2007)
- È bella la strada - (2007)
- La necessaria bellezza - (2011)
- Best of Claudio Chieffo - volume 1 - (2011)
- Ho un Amico grande grande - (2015)
- A tutti parlo di te - In viaggio con Claudio Chieffo - (2017)

## Canzoni
Claudio Chieffo ha composto e interpretato più di 100 canzoni durante la sua carriera. Molte di esse sono diventate dei classici della musica cristiana e della musica per la liturgia. Alcune sono:
- Abbiamo suonato
- Alleluja della forza
- Andare
- Ballata del potere
- Ballata del tempo perduto
- Ballata della società
- Ballata dell'amore vero
- Ballata dell'uomo vecchio
- Canzone di Maria Chiara
- Faccia a faccia
- I cieli
- Il giovane ricco
- Il seme
- Io non sono degno
- La Gilera
- Lasciati fare
- L'Amico
- L'iniziativa
- Ma perché
- Non avere paura
- Perdonami mio Signore
- Quando uno ha il cuore buono
- Volete andarvene anche voi?
- Amare ancora
- Avrei voluto essere una banda
- Basta con le parole
- Favola
- Il fiume e il cavaliere
- Il popolo canta la sua liberazione
- La casa
- La guerra
- La strada
- Liberazione n°2
- Martino e l'imperatore
- Monologo di Giuda
- La nuova Auschwitz
- Canzone degli occhi e del cuore
- Canzone degli uomini liberi
- Come la rosa
- Di più
- Sarajevo
- Stella del Mattino
- Canzone del Destino
- Strade
- Passeggero clandestino
- La nave
- Gloria
- Il viaggio
- Errore di prospettiva
- Canzone di Benedetto

## Riconoscimenti
- A Forlì gli è stato intitolato un giardino pubblico, "Parco Claudio Chieffo", nel quartiere Bussecchio.